# Terč

Terč pro lukostřelbu (průměr 80 cm)

Terč (z franc. target [tarže]) je nejčastěji plochý předmět, který slouží ke cvičení a k závodům ve střelbě.

## Druhy terčů
Terče pro sportovní střelbu mají obvykle řadu číslovaných soustředných kruhů s černým středem (odtud úsloví „trefit do černého“). Pro různé střelecké sporty se užívají různé varianty s přesně určenými rozměry celého terče i jednotlivých kruhů. Terče pro vojenskou střelbu představují například siluetu stojícího nebo ležícího vojáka, pro nácvik protiletadlové střelby se používají vlečené terče („rukáv“), případně v podobě letadla.
Střelecké spolky ve Střední Evropě užívaly v 18. a 19. století při svých slavnostech malované „čestné terče“ s různými výjevy, někdy i s podobiznami významných osob. Tyto terče jsou hledanými sběratelskými předměty a ukázkami lidového či „naivního“ malířství.

## Galerie

Terč pro šipky
Terč pro střelbu ze vzduchovky na 10 m
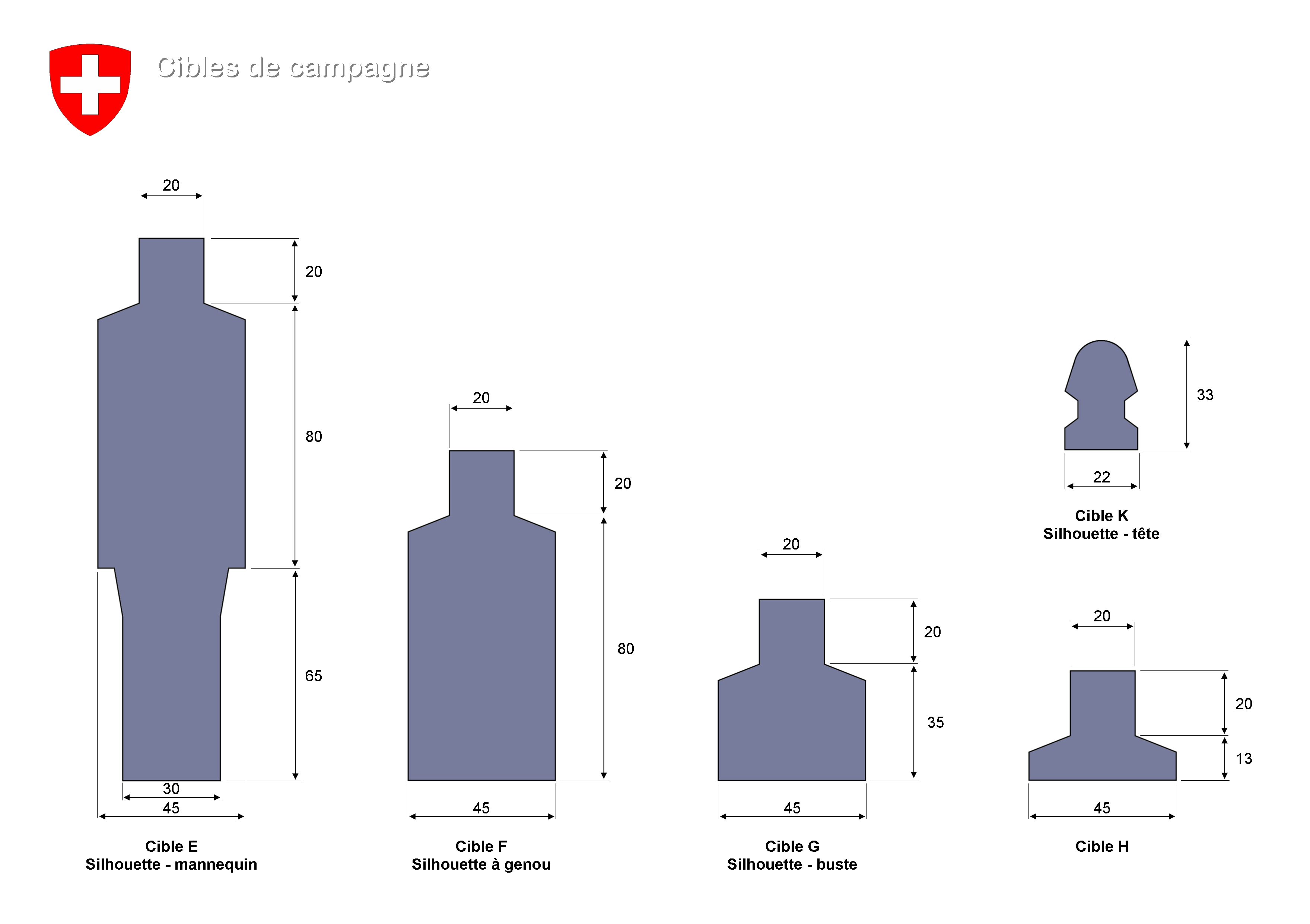
Švýcarské vojenské terče
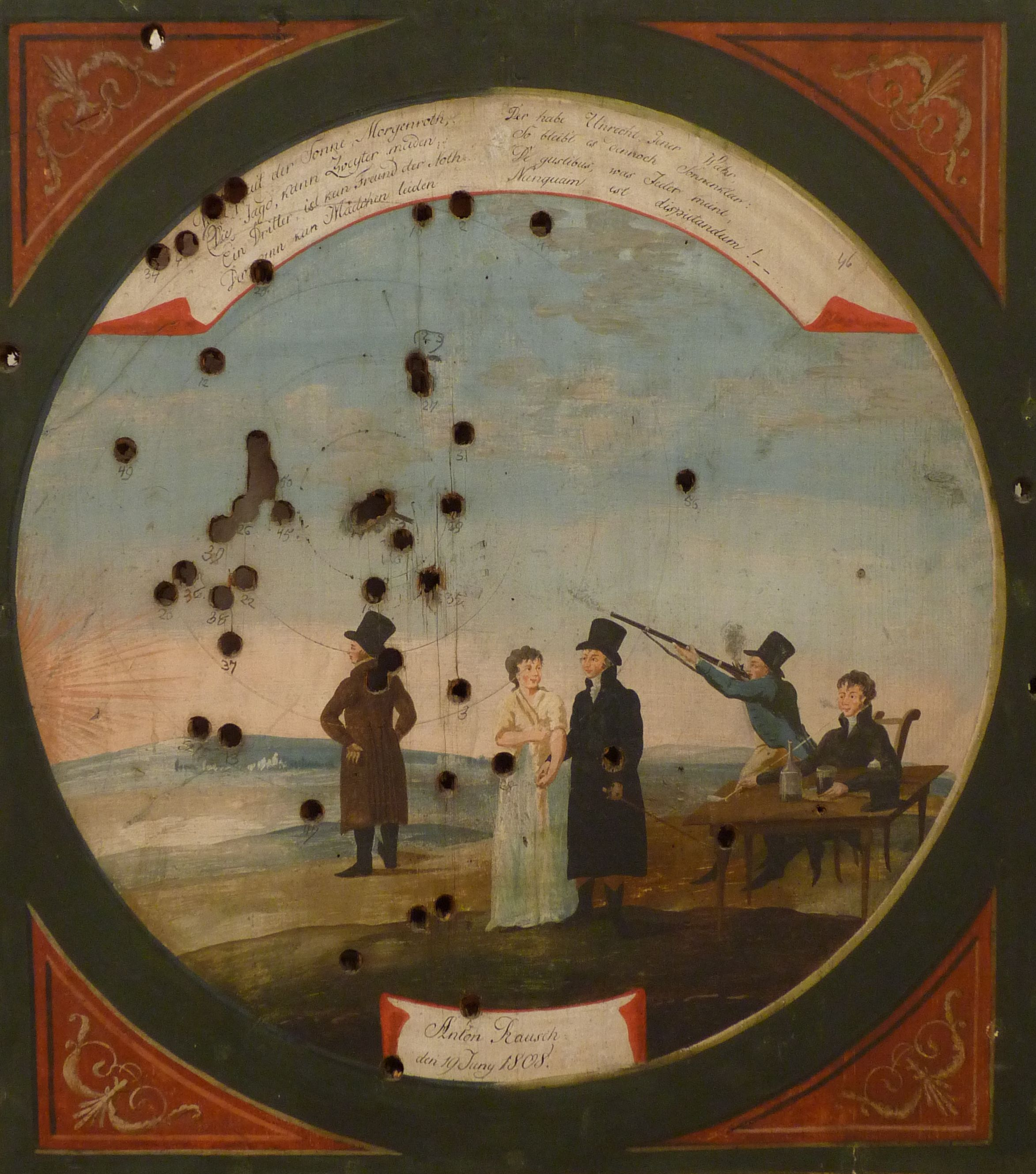
Malovaný terč v muzeu v Litomyšli